# Психогенеалогія
Психогенеалогія — це практика, розроблена в 1970-х роках Анн Анселін Шутценбергер, згідно з якою події, травми, таємниці та конфлікти, які пережили предки індивіда, обумовлюють його конституційні слабкості, його психологічні розлади, його хвороби, навіть його поведінку, дивну або незрозумілу. В її основу покладено власні спостереження, а також концепції психоаналізу, психології, психотерапії та системології.
Ця клінічна практика була теоретизована іншими психоаналітиками, такими як Франсуаза Дольто, Іван Бозормені-Надь або Дідьє Дюма. Вона черпає свої джерела з робіт Ніколаса Абрахама та Марії Тьорьок.
Цей підхід піддається критиці на кількох рівнях, не продемонструвавши ані своєї ефективності, ані наукової основи, а кілька асоціацій вказують на сектантські відхилення, зокрема через ризики хибних спогадів, викликаних практиками певних практиків.

## Підходи

### Наукові підходи
Наукові спостереження досліджують можливість трансгенераційної передачі шляхом вивчення поведінки, що передається від батьків нащадкам. Дослідження, проведені на мишах, показують, що "миші, які піддаються дії запахів, пов'язаних з небезпекою, передають своїм нащадкам страх перед цими запахами.
У 2015 році дослідження, проведене дослідниками з Нью-Йорка та Інститута психіатрії Макса Планка показало епігенетичні зміни. Автори досліджували наявність впливу на білок FKBP5 (білок із сімейства імунофілінів, який бере участь в імунній реакції) як у тих, хто пережив Голокост, так і в їхніх дітей, але не в контрольних групах. Це може проілюструвати психологічну травму, яка має біологічно спостережуваний ефект між поколіннями, проте наразі немає певності щодо цього тлумачення.

### Психоаналітичні підходи

#### Ніколас Абрахам і Марія Тьорьок
Психоаналітики Ніколас Абрахам і Марія Тьорьок опублікували в 1978 році роботу під назвою «Кора і ядро». Вони представили поняття «склеп» і «привид». Вивчаючи випадки людей, які робили певні вчинки або вимовляли певні слова «так, ніби щось або хтось діяв через них у той момент», вони припустили, що через них виражається «трансгенераційний привид». «Привид» представлений як структура неусвідомленої генеалогії особистості. Такий «привид» пацієнта може бути створений існуванням таємниці, невимовленої, невидимої дії, травми, не метаболізованої в психіці того, хто пережив це, і що залишився у сфері пригніченого. Члени наступних поколінь іноді бачили «психічний привид», який проявляється через пропущені вчинки чи слова. Ніколас Абрахам і Марія Тьорьок розповідають про передачу психіки через покоління. Нащадки носіїв склепу були б, на їхню думку, «прогалинами, залишеними в нас секретами інших».

#### Франсуаза Дольто
У Франції педіатр і психоаналітикиня Франсуаза Дольто в 1970-х роках припустила, що діти успадковують невирішені проблеми своїх батьків, а також їхні несвідомі борги перед попередніми поколіннями.
При цьому практики сімейної терапії розвиваються за американським зразком системної школи Пало-Альто: вони зосереджуються на сімейному оточенні, щоб краще зрозуміти проблеми одного чи кількох її членів, і покладаються на цей сімейний контекст, щоб розпочати зцілення.

#### Дідьє Дюма
Дідьє Дюма отримав підготовку з фрейдистського психоаналізу та є одним із піонерів трансгенераційного аналізу, заснованого на внеску стародавніх і шаманських традицій, на клініці дітей і психоаналітичних теоріях своїх попередників, він прагнув відповісти на недоліки фрейдистів, зокрема через внесок у трансгенераційний підхід.

#### Серж Лебовичі
Серж Лебовичі працював над тим, що він назвав трансгенераційними мандатами та терплячим деревом життя.

#### Серж Тіссерон
Серж Тіссерон, який є психоаналітиком, також досліджував питання передачі ментальних образів між поколіннями. У своїй книзі «Tintin et le secret d'Hergé» він розвиває гіпотезу психогенеології на прикладі творчості Ерже.
Серж Тіссерон стверджує, що «необхідно брати до уваги сімейне минуле, щоб аналізувати труднощі сьогодення, а не, як психогенеалоги, шукати витоки наявних негараздів у сімейному минулому».
Він виступає проти феномену річниці, розробленого Анн Анселін Шутценбергер, а саме, події з минулого, яку дуже добре можна відтворити в ту саму дату в житті індивіда в сьогоденні, не вбачаючи в ній генеалогічного детермінізму.

### Психіатричні та клінічні психологічні підходи

#### Творчість Івана Босормені-Надя
Угорський психіатр 1920 року народження та один із батьків сімейної терапії Іван Бозормені-Надь ввів концепцію «невидимої сімейної лояльності». Він працював над поняттями «справедливості» в сім'ї — «конструктивної та деструктивної легітимності» дітей щодо батьків та «батьківства».
Сімейна система залишається в рівновазі, поки справедливість керує відносинами між членами клану. Ці правила дозволяють існувати прихильності і повазі. Але якщо цієї справедливості бракує, якщо вона замінюється недобросовісністю чи будь-якою експлуатацією іншого, то з'являються почуття несправедливості, образи, змагання. Емоційні борги залишаються неоплаченими, а приховане почуття провини підриває сімейний баланс, а з іншого боку виникають образи та пригнічений гнів. «Книга» кредитів і дебетів не збалансована, і, відповідно до закону сімейної лояльності, може виникнути ряд проблем, які передаються з покоління в покоління, такі як нещасні випадки, хвороби, атавістична ненависть, тощо.

#### Анн Анселін Шутценбергер
Анн Анселін Шутценбергер спочатку була психологинею з Університету Ніцци і, як вважають, разом з американцем Якобом Леві Морено була головним творцем психогенеалогії в 1970-х роках, хоча цей термін використовується лише з 1980-х років. Її тези трансгенераційного підходу були опубліковані у книзі Aïe, mes aïeux! («Синдром предків»).
Вона винайшла концепцію «синдрому річниці», припускаючи, що індивіди є результатом своєї сімейної історії протягом кількох поколінь, яскраві моменти життя предків, що відображаються на наступних поколіннях. Шутценбергер стверджує, що індивіди перебувають у циклі повторення подій, з якого лише аналіз генеалогічних дерев дає змогу зрозуміти дії та вийти з них. Вона демонструє свої ідеї за допомогою геносоціограми (або генограми): своєрідного генеалогічного дерева, яке дає змогу схематизувати та легко візуалізувати історію родини в широкому значенні. Геносоціограма складається за кілька поколінь, виконується з консультантом у кілька етапів, і на основі графічних умовностей. Це дає змогу зрозуміти природу зв'язків між різними членами сім'ї, а також важливі дати та події для роботи над трансгенераційним дослідженням.
Анн Анселін Шутценбергер опублікувала разом з Ґіслайн Девроде «Ці хворі діти їхніх батьків» — збірку важливих клінічних випадків трансгенераційної невимовності. У багатьох випадках саме тіло дитини, онука чи правнука, незалежно від віку, говорить за пораненого предка або за перенесену травму.

### Попередники
Деякі психоаналітики та лікарі вже розробили теорії, що пояснюють походження соматичних захворювань психологічними причинами (Георг Гроддек, Річард Зундер, Анрі Лаборі), прецеденти, які не наведені засновниками психогенеалогії.

#### Сімейні сузір'я
Сімейна констеляція походить від методу, розробленого в 1990-х роках Бертом Хеллінгером, німецьким психоаналітиком і психотерапевтом. П'ятнадцять років він працював «місіонером-вчителем» у Південній Африці, серед зулусів. Незабаром після цього він зацікавився гештальтом, транзакційним аналізом відповідно до роботи Еріка Берна.
Констеляції — це спонтанне введення в гру сімейної конфігурації члена групи іншими учасниками. Цей метод базується на теорії, згідно з якою колективне групове несвідоме може виявити вирішення проблем сім'ї, і саме несвідоме розглядається як місце вирішення. Кожен із запрошених учасників дозволяє словам, рухам тіла, емоціям піднятися всередині нього та виявляє їх, не відтворюючи, тим самим ведучи сімейну групу до джерела зла і, як наслідок, до його вирішення. Терапевт супроводжує те, що відбувається, з якомога меншою спрямованістю, і дозволяє учасникам, керуючись своєю інтуїцією, виражати себе через почуття, емоції, вербалізацію, зміну положення в просторі тощо.
Однак слід зазначити, що концепція сімейних констеляцій була вперше розроблена в Німеччині шляхом побудови методу, далекого від психогенеалогії. Ця концепція фактично багато в чому базується на досягненнях системної сімейної терапії, запровадженої в 1950-х роках у Сполучених Штатах Грегорі Бейтсоном і Доном Джексоном на чолі коледжу учасників, який пізніше було названо Школою з Пало-Альто. Сімейні констеляції, розроблені в 1990-х роках, таким чином беруть ключові концепції, розроблені першими діячами системної сімейної течії (даність і отримання у стосунках, приналежність, прихильність, вірність і батьківство тощо).
Що стосується самої техніки, то тут також є напрямки втручання, запропоновані сімейними терапевтами. Самай Фосат і Жерар Фосат, піонери впровадження сімейних констеляцій у Франції, наприклад, пояснили, що психотерапевт, який втручається в просторову репрезентацію сімейної системи, використовує, серед іншого, так званий різноспрямований ухил, спочатку сформульований Бозормені-Надєм: терапевт подумки проектує себе на місце кожного з представлених членів. Він використовує принцип рівного ставлення або рівної поваги до гідності представлених осіб, також дозволяючи жахливому персонажу говорити. Тому він сприяє визнанню контексту, відновленню взаємної вдячності та довіри через прагматичний процес, спрямований на примирення.
У Франції деякі спеціалісти, які використовують сімейні констеляції на практиці, також мали справу з трансгенераційними спогадами, наблизившись до психогенеології. Вони являють собою щось більше, ніж символічні акти, які потім уможливлюють швидке розв'язання міжгенераційних конфліктів, таким чином звільняючи майбутні покоління, які більше не відтворюватимуть їх відповідно до «невидимої родинної лояльністі», згідно з того, що виявила Анн Анселін Шутценбергер (у «Синдромі предків!»). Ця лояльність стає видимою, вона дозволяє тому, хто є опікуном, свідомо вибрати те, що йому підходить, і більше не виражати за свій рахунок страждання сімейних програм, які були з цим пов'язані.

## Відгуки

### Асоціативні огляди
У звіті 2007 року Міжміністерська місія пильності та боротьби з сектантськими відхиленнями (Miviludes) застерігає від практики індукованих помилкових спогадів деякими практикуючими. Існують також антикультові асоціації, які застерігають від практиків, які можуть зловживати інструментами психогенеалогії в особистих цілях. Наслідками можуть бути: відмова від сім'ї, батьків, порушення справи про зґвалтування, розлучення, тощо. Найчастіше це практики, пов'язані з сектантськими відхиленнями.

### Медичні огляди
У Франції переважна більшість практикуючих психогенеалогію не пройшли університетську підготовку, яка б була підтверджена дипломом та визнана Радою Ордену лікарів Франції. Таким чином, вони не визнаються лікарями.

### Наукові огляди
Жеральдін Фабр ставить під сумнів демонстрації психогенеалогії, аналізуючи роботи Анн Анселін Шутценбергер і Саломона Селлама із зететичної точки зору. Зокрема, вона демонструє, що математична ймовірність знаходження відповідності дат із датами предків може бути високою, і заперечує, що лише просунуті приклади можуть мати демонстраційну цінність.
Математик і психолог, член Французької асоціації наукової інформації Ніколя Говрі розглядає ці аргументи та розвиває їх. Розбираючи основи психогенеології, він показує, що їх можна знайти в психоаналізі та нумерології. На думку Говрі, натхненниками психологенології могли бути Карл Густав Юнг і Райке Герд Хамер. Врешті, він заявляє, що після 40 років існування психогенеалогія не довела своєї ефективності, і що єдині висунуті аргументи — це неофіційні свідчення.
Ніколя Гайяр аналізує цю терапію з суворістю наукового підходу в «Ілюзії психогенеалогії» (видання Мардаги). Спеціалізований педагог і співзасновник CORTECS (трансдисциплінарний колектив дослідження критичного мислення та науки), автор повертається до витоків психогенеалогії, щоб представити її методи та роботу, перш ніж запропонувати сувору критику. Він підкреслює порожнечу публікацій і сумнівні, навіть небезпечні аспекти цієї психотерапії. Зрештою, спираючись, зокрема, на статистичні розрахунки, він демонструє, що тези, які захищають теоретики психогенеалогії, не витримують наукового підходу. На сьогоднішній день це найповніша робота з критики психогенеалогії.